# Aardolieraffinage

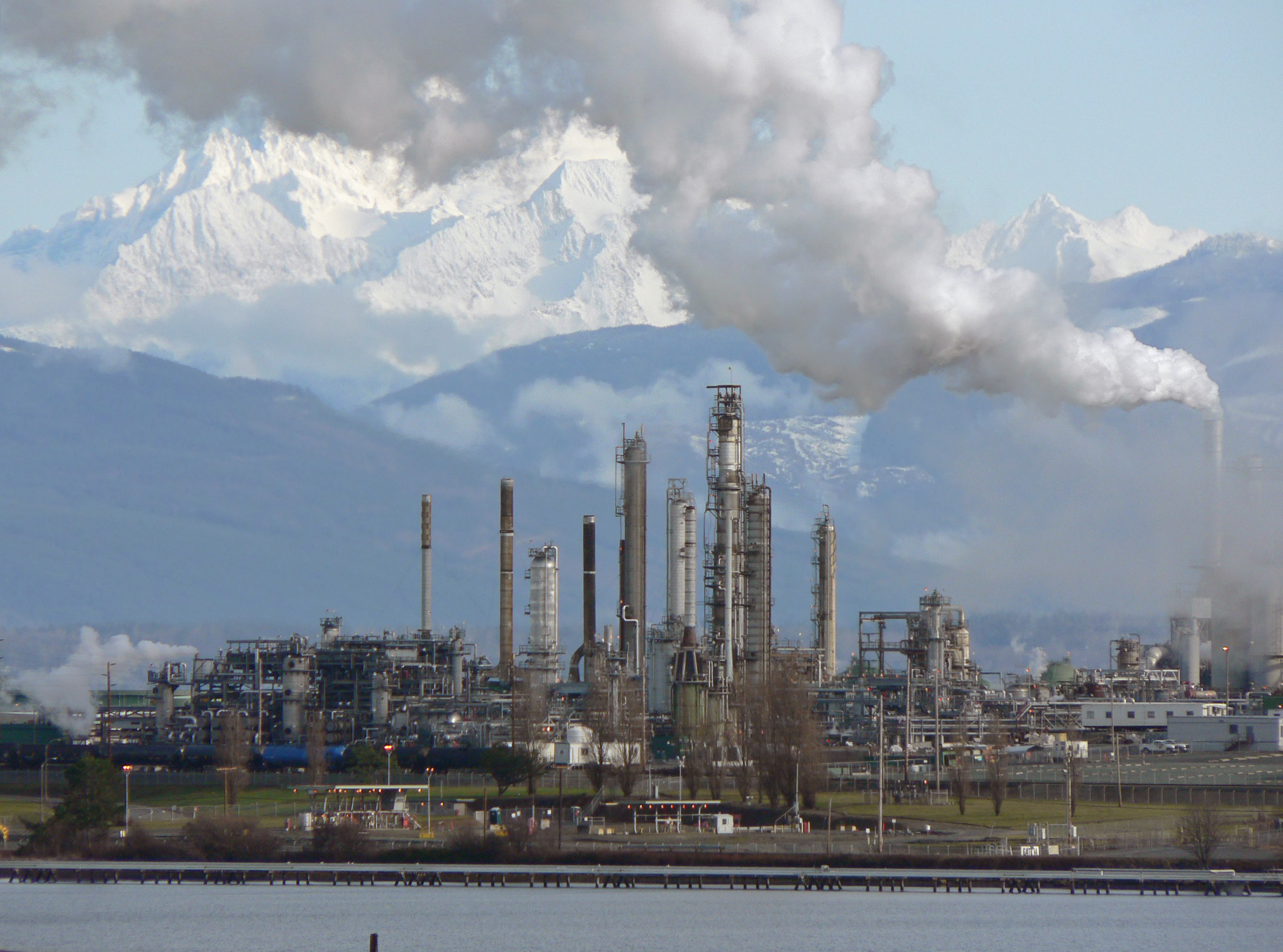
Raffinaderij

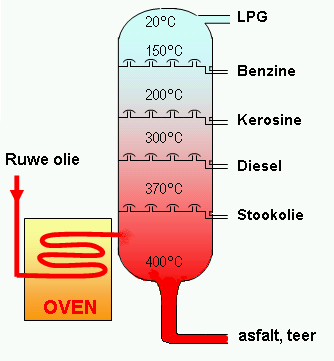
Schematische weergave van een destillatietoren. Fracties met een hoog kookpunt condenseren onder in de toren waar de temperatuur het hoogst is en fracties met een laag kookpunt condenseren boven in de toren.

Een aardolieraffinaderij (gewoonlijk olieraffinaderij genoemd) is een installatie voor de raffinage van aardolie tot bruikbare producten.
Ruwe aardolie wordt door raffinage gescheiden in een aantal verschillende bestanddelen (fracties) met oplopend molecuulgewicht. Dit geschiedt door een bijzondere vorm van destillatie, die fractionatie wordt genoemd. Ook worden onzuiverheden uit de aardolie verwijderd. De hierbij ontstane producten dienen hetzij als brandstof, hetzij als basisgrondstof voor tal van producten (petrochemie), hetzij als smeermiddel of als grondstof voor de wegenbouw of dakbedekking.

## Geschiedenis
Hoewel destillatieprocessen al enige tijd in gebruik waren in onder meer de farmaceutische industrie en bij de verwerking van steenkoolteer, was met de destillatie van ruwe aardolie nog nauwelijks ervaring opgedaan. Ruwe aardolie bestaat immers uit een mengsel van koolwaterstoffen met oplopend molecuulgewicht. De oervorm van de aardolieraffinaderij kwam tot stand door de Amerikaan Samuel Kier in 1855. Het was niet meer dan een vat waarvan de inhoud op dezelfde wijze werd gedestilleerd als gebruikelijk in de alcoholindustrie. Het betrof een batchproces waarbij met het energetisch rendement nauwelijks rekening werd gehouden. Doel was de winning van kerosine, dat onder meer als lampolie (petroleum) werd ingezet. De lichtere fracties, voornamelijk benzine, werden als schadelijk en gevaarlijk ervaren. Het residu werd niet verder gefractioneerd, maar gewoonlijk verkocht als brandstof (gasolie).
Terwijl in Amerika weinig aandacht aan het energetisch rendement en aan de opbrengst werd besteed, omdat er aardolie in relatief grote hoeveelheden werd gewonnen, begon men in Europa aandacht aan dit probleem te schenken. Daar was brandstof schaars en duur.
In 1871 werd in Galicië voor het eerst een systeem toegepast waarbij twee vaten bovenop elkaar werden gebruikt: In het onderste vat werd het residu opnieuw gedestilleerd, waarbij de zwaarste fracties (bitumen) werden afgescheiden en verwijderd. Hierbij werd, door Perutz, tevens een stap gezet in de richting van een continu proces. Slechts eens in de vier dagen moest het proces worden stopgezet om de bitumen uit het onderste vat te verwijderen.
In 1875 werd, door Fuhst, een systeem gebouwd dat bestond uit een aantal in serie geschakelde vaten, waartussen zich een systeem van overlooppijpen bevond. Het residu van het ene vat liep aldus in het volgende vat. Ook de koellichamen waren in serie geschakeld, teneinde het koelwater zo efficiënt mogelijk te gebruiken. De fracties hebben immers, naarmate ze zwaarder zijn, een hogere uitstroomtemperatuur aangezien hun kookpunt hoger ligt. De bedoeling van dit alles was tevens om herdestillatie (rectificatie) te vermijden. Dit laatste was nodig aangezien de producten van de primitieve raffinaderijen nog uit te veel verschillende fracties bestonden.
Het eerste volledig continue raffinageproces startte te Bakoe, in 1873, maar de douaneautoriteiten vertrouwden de zaak niet, daar ze belastingontduiking vreesden. In 1880-1881 bouwde Alfred Nobel een installatie die bestond uit 17 vaten en continu kon werken. Hij vroeg er patent op aan. Vanuit Oost-Europa verspreidde de technologie zich, en weldra werd ze ook in Nederlands-Indië toegepast door de voorlopers van Shell.
Naast destillatie werden nog andere methoden ontwikkeld om aardolieproducten te bewerken. Hiertoe behoort het zuiveren van smeerolie met behulp van zwavelzuur, waarna de zuurresten met water en natronloog worden uitgewassen. De methode werd in 1854 door Gesner gepatenteerd. Ook zuiveringsmethoden met behulp van bleekaarde en actieve koolstof (houtskool of beenzwart) werden toegepast, bijvoorbeeld voor de zuivering van paraffine (1868).
In Nederland zijn zes aardolieraffinaderijen actief (situatie 2025), op één na allemaal in de havens van Rotterdam:
- Shell in Pernis
- ExxonMobil in de Botlek
- Gunvor Energy (vroeger Gunvor Petroleum, Q8 en Gulf) in Europoort. (Sinds 2024 inactief).
- Vitol (vroeger Koch) in Europoort
- BP op de Maasvlakte
- Zeeland Refinery (vroeger Total) in Vlissingen-Oost

## Producten

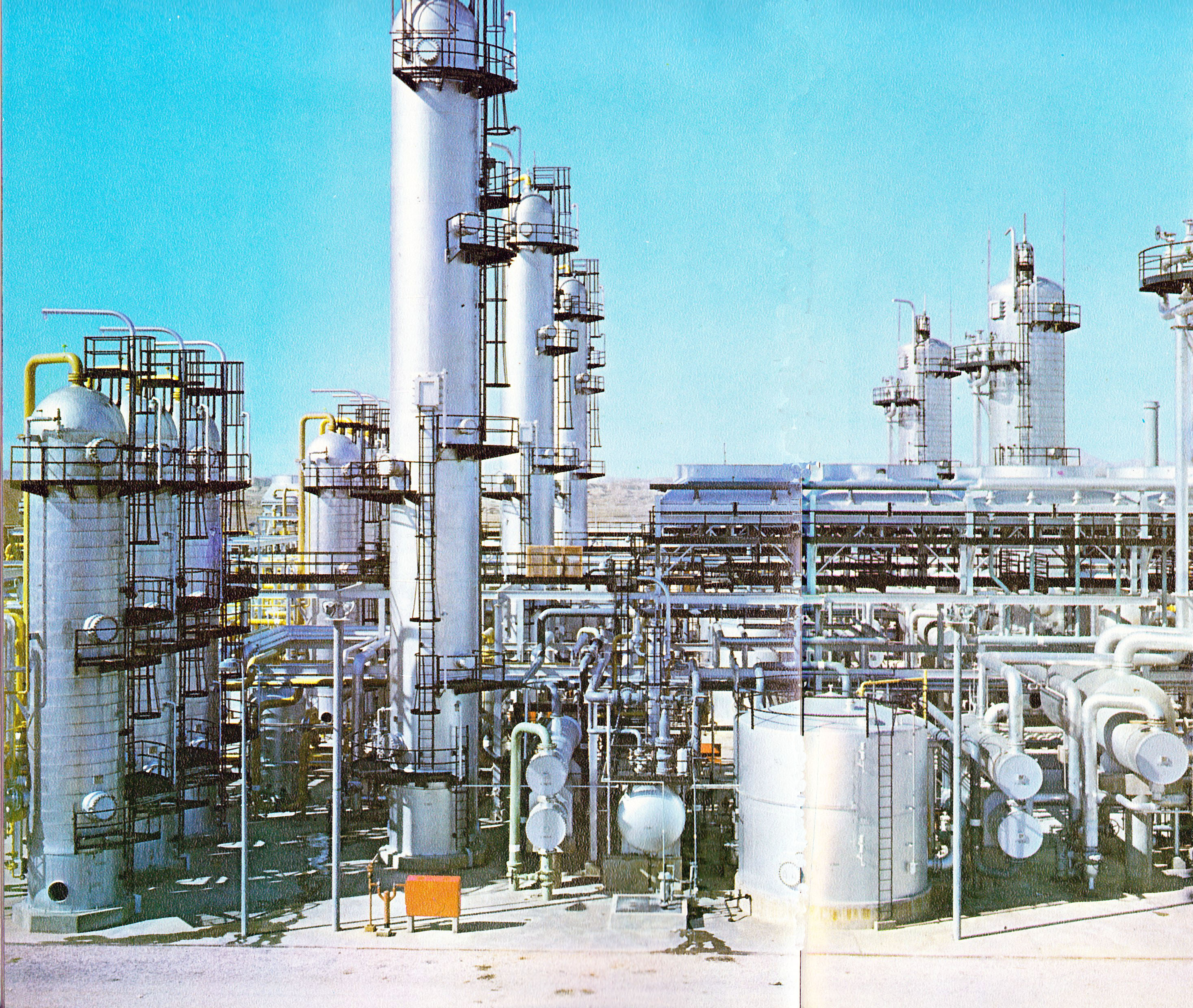
Raffinaderij in Iran

Omstreeks deze tijd werden negen productgroepen onderscheiden, en wel:
- Raffinaderijgassen (propaan, butaan, pentaan)
- Benzine
- Kerosine of petroleum
- Smeerolie
- Smeervet
- Minerale olie
- Paraffine
- Bitumen
- Stookolie

Voor 1890 hadden de meeste van deze productgroepen nauwelijks betekenis. De raffinaderijgassen werden niet benut, aan de behoefte voor de wegenbouw werd volledig voldaan door natuur-asfalt, zodat ook bitumen geen betekenis hadden. Lang bleef kerosine het belangrijkste product, terwijl een beperkte afzet bestond voor stookolie, smeeroliën en paraffine. Een reeks uitvindingen, waaronder de verbrandingsmotor, zouden dit beeld ingrijpend veranderen. Vanaf het tweede decennium van de 20e eeuw ontwikkelde zich bovendien de petrochemie, waardoor een aantal lichte producten onder de naam nafta (ook: raffinaderijbenzine genaamd) een nuttige bestemming kregen.

## Verdere ontwikkelingen

### Flexibiliteit

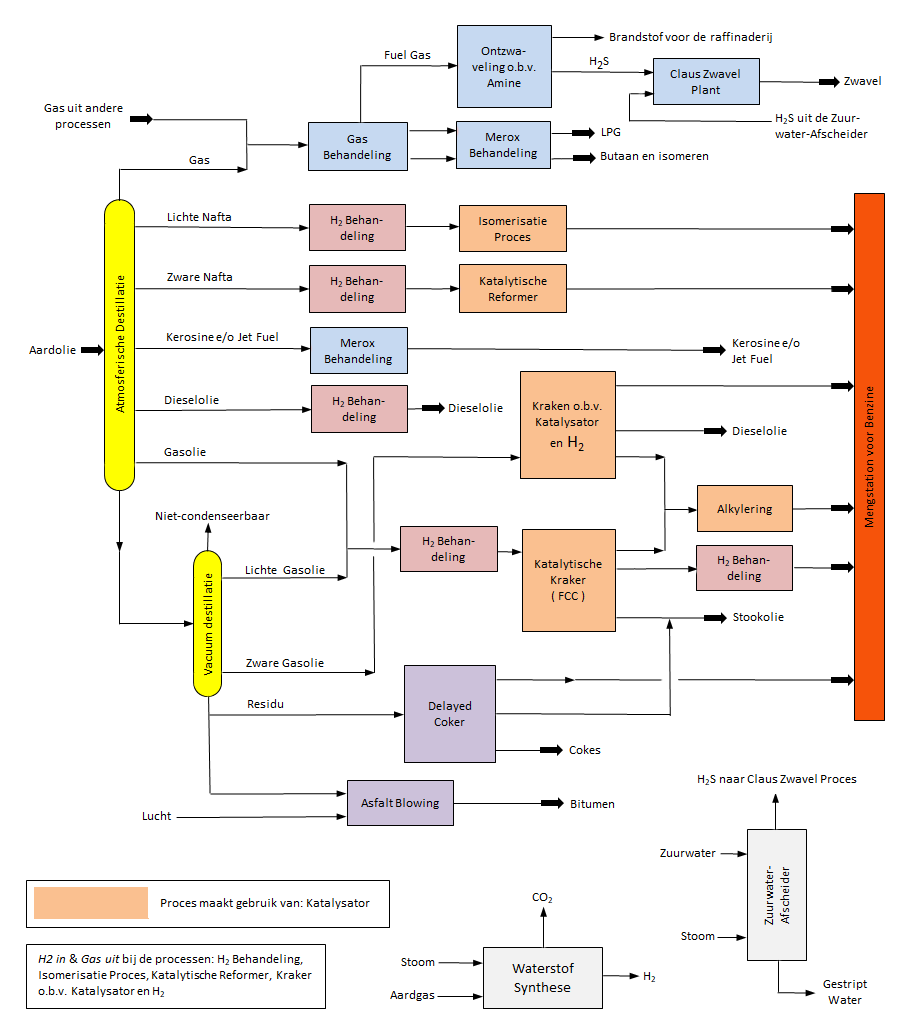
Schema van een moderne aardolieraffinaderij

Een belangrijk kenmerk van een aardolieraffinaderij is haar flexibiliteit.
Dit houdt in dat de raffinaderij in staat moet zijn om verschillende soorten ruwe aardolie — die sterk in samenstelling kunnen verschillen — te verwerken en tevens om, afhankelijk van de vraag, de gewenste producten in de juiste verhouding te kunnen leveren. Aangezien de samenstelling van de ruwe olie gegeven is, en slechts beïnvloed kan worden door de diverse soorten te mengen, heeft men ook getracht processen te ontwikkelen waarbij de ene fractie in de andere wordt omgezet. Van belang hierbij is het kraken, waarbij met behulp van een katalysator (katalytisch kraken), en waterstof (hydrocracking) de zwaardere koolwaterstoffen in lichtere koolwaterstoffen worden omgezet, bijvoorbeeld met als doelstelling om de opbrengst aan benzine te vergroten. Werden deze processen al vanaf het eind van de 19e eeuw ontwikkeld, processen als katalytische reforming (met platina als katalysator) ontstonden vanaf 1940. Dit had mede te maken met de toegenomen behoefte aan benzine tijdens de Tweede Wereldoorlog. Hierbij werd nafta omgezet in complexere verbindingen, zoals aromatische verbindingen en vertakte ketens (isomerisatie). Dit leverde niet alleen benzines met een hoog octaangetal op, maar ook grondstoffen voor de petrochemische industrie.
Tot de hulpprocessen kunnen worden gerekend: ontzwavelingsinstallaties en waterstoffabrieken, waarbij zware fracties via vergassing in syngas worden omgezet, waaruit het waterstofgas gewonnen kan worden dat in de kraakprocessen wordt gebruikt.

### Fluctuaties
Wanneer de rafinagecapaciteit niet in evenwicht is met de vraag, kunnen flessenhalzen ontstaan. Dat de flexibiliteit in de productie ook grenzen kent bleek o.a. in het laatste decennium, toen door een grote groei in het aantal dieselwagens er zoveel vraag naar diesel ontstond dat dat als product moest worden ingevoerd. De laatste jaren is door het dieselgate-schandaal deze situatie echter weer omgeslagen. De instorting van het vliegverkeer zorgt tijdens de Corona-crises van 2020 voor problemen in de afzet van de vrijkomende kerosine.

## Fysisch-chemische processen

### Ontzouten en ontwateren van ruwe aardolie
Ruwe aardolie bevat water, gesuspendeerde vaste stoffen, anorganische zouten en metaalverbindingen. Deze verontreinigingen kunnen corrosie en verstopping van de raffinageapparatuur en vergiftiging van de katalysator voor katalytische processen veroorzaken. Een deel van deze stoffen worden bij de winning al afgescheiden, maar niet alle. Daarom is de eerste stap bij olieraffinage het ontwateren en ontzouten. Dit gebeurt door toevoegen van heet water die door middel van vloeistof-vloeistofextractie de opgeloste stoffen uit de olie extraheert. De olielaag wordt vervolgens gescheiden van de waterige laag waarna de olielaag wordt geleid naar de destillatietoren.

### Destillatie van ruwe aardolie
Elke stof in ruwe olie heeft zijn eigen kookpunt. Daarom wordt de olie verhit tot maximaal ongeveer 350-370 °C waarbij de olie overgaat in dampvorm. De oliedampen worden in een destillatietoren (ook: destillatiekolom) geleid. De dampen stijgen op door de destillatietoren en worden tegelijkertijd afgekoeld. De zwaarste stoffen hebben een hoog kookpunt, de lichtere stoffen een laag kookpunt. De zwaardere stoffen zullen dus eerst condenseren. De lichtere stoffen stijgen verder door de toren. Uiteindelijk krijgt men op bepaalde plaatsen in de toren producten die aan de gewenste eigenschappen voldoen.
| fractie      | temperatuur | C atomen per molecuul |
| ------------ | ----------- | --------------------- |
| gas          | <20 °C      | 1-4                   |
| lichte nafta | 20-80 °C    | 5-6                   |
| zware nafta  | 80-175 °C   | 7-10                  |
| kerosine     | 175-260 °C  | 10-14                 |
| gasolie      | 220-350 °C  | 9-25                  |
| residu       | >350 °C     | >25                   |

### Hydrotreating
Onder hydrotreating verstaan we zuivering onder invloed van waterstofgas. Hierbij worden heteroatomen uit de ruwe aardoliefracties verwijderd door een reactie met waterstof, waarbij de C-S-, C-N- en de C-O-verbindingen worden gebroken. Het doel van hydrotreating is:
- beschermen van katalysatoren tegen vergiftiging door koolwaterstoffen die heteroatomen bevatten
- verbetering van de eigenschappen
- bescherming van het milieu

Vooral gasolie bevat veel zwavel. Indien deze niet wordt verwijderd treedt er luchtvervuiling op met SO2 dat zorgt voor zure regen. Deze zwavel moet bovendien verwijderd worden omdat anders een product als bijvoorbeeld nafta onbruikbaar is voor verdere bewerking. De zwavel zit ingebed in zogenaamde thiolgroepen. Door toevoeging van onder andere waterstof en een katalysator wordt de zwavel uit de thiolen gehaald en omgezet in waterstofsulfide dat op zijn beurt weer kan worden verwerkt tot elementair zwavel of gips.

### Katalytische reforming
Katalytische reforming is niet alleen van belang voor de productie van benzines met een hoog octaangetal maar speelt ook een belangrijke rol bij de productie van aromaten voor de chemische industrie. Met behulp van een platinakatalysator worden ketens vertakt of tot cyclische koolwaterstoffen omgezet.

### Stookolieconversie

#### Kraken
Conventionele raffinaderijen kunnen uitsluitend producten leveren die in de aardolie aanwezig zijn. Het is uitgesloten dat de marktvraag naar die producten precies overeenkomt met deze samenstelling. Er is dus behoefte om de ene fractie om te zetten naar de andere. Meestal gebruikt men omzetting van zware naar lichtere fracties.

#### Polymerisatie en alkylering
Kraken van zwaardere fracties levert naast lichtere fracties ook gas op. Dit gas is commercieel van minder belang. Daarom worden deze gasvormige koolwaterstoffen gebruikt om benzine te produceren.

#### Polymerisatie
Onder invloed van een katalysator worden twee of meerdere olefinemoleculen aan elkaar gekoppeld. Het reactieproduct bestaat uit een mengsel van isomeren die slechts één dubbele binding bevatten. Ze hebben doorgaans een hoger octaangetal dan paraffinehomologen.

#### Alkylering
Alkylering of alkylatie is een reactie tussen olefinen en isobutaan tot vorming van sterk vertakte alkanen. De bedoeling is de productie van benzine met een hoog octaangetal uitgaande van laagmoleculaire alkenen en isobutaan.